# Discographie de Duran Duran
Cette page présente la discographie du groupe britannique Duran Duran.

## Albums

### Albums studio
| Titre                                                           | Détails                                                                                        | Meilleures positions | Meilleures positions | Meilleures positions | Meilleures positions | Meilleures positions | Meilleures positions | Meilleures positions | Meilleures positions | Meilleures positions | Meilleures positions | Meilleures positions | Meilleures positions | Certifications                                                   |
| Titre                                                           | Détails                                                                                        | UK                   | AUS                  | CAN ,                | FIN                  | FRA                  | GER                  | IRE                  | ITA                  | NL                   | NZ                   | SWI                  | US                   | Certifications                                                   |
| --------------------------------------------------------------- | ---------------------------------------------------------------------------------------------- | -------------------- | -------------------- | -------------------- | -------------------- | -------------------- | -------------------- | -------------------- | -------------------- | -------------------- | -------------------- | -------------------- | -------------------- | ---------------------------------------------------------------- |
| Duran Duran                                                     | - Sortie : 15 juin 1981 - Label : EMI - Formats : CD, cassette, LP                             | 3                    | 9                    | 27                   | —                    | —                    | 22                   | —                    | —                    | —                    | 2                    | —                    | 10                   | - UK : Platine - US : Platine - CAN : 2 × Platine                |
| Rio                                                             | - Sortie : 10 mai 1982 - Label : EMI - Formats : CD, LP, cassette                              | 2                    | 1                    | 1                    | 3                    | —                    | —                    | —                    | —                    | 40                   | 2                    | —                    | 6                    | - UK : Platine - US : 2 × Platine - CAN : 2 × Platine - FIN : Or |
| Seven and the Ragged Tiger                                      | - Sortie : 21 novembre 1983 - Label : EMI - Formats : CD, cassette, LP                         | 1                    | 2                    | 7                    | 3                    | 20                   | 17                   | —                    | 12                   | 1                    | 1                    | 16                   | 8                    | - UK : Platine - US : 2 × Platine - CAN : 3 × Platine - FIN : Or |
| Notorious                                                       | - Sortie : 24 novembre 1986 - Label : EMI - Formats : CD, cassette, LP                         | 16                   | 30                   | 19                   | 19                   | 30                   | 22                   | —                    | 2                    | 11                   | 15                   | 19                   | 12                   | - UK : Or - US : Platine - CAN : Platine                         |
| Big Thing                                                       | - Sortie : 18 octobre 1988 - Label : Parlophone - Formats : CD, cassette, LP                   | 15                   | 46                   | 29                   | —                    | —                    | 31                   | —                    | 5                    | 77                   | 34                   | 19                   | 24                   | - UK : Argent - US : Or                                          |
| Liberty                                                         | - Sortie : 20 août 1990 - Label : Parlophone - Formats : CD, cassette, LP                      | 8                    | 56                   | —                    | —                    | —                    | —                    | —                    | 6                    | 37                   | —                    | 36                   | 46                   | - UK : Argent                                                    |
| Duran Duran (« The Wedding Album »)                             | - Sortie : 11 février 1993 - Label : Parlophone - Formats : CD, cassette, LP                   | 4                    | 20                   | 8                    | 18                   | 32                   | 22                   | —                    | 6                    | 23                   | 32                   | 23                   | 7                    | - UK : Or - US : Platine                                         |
| Thank You                                                       | - Sortie : 27 mars 1995 - Label : Parlophone - Formats : CD, cassette, LP                      | 12                   | 63                   | 15                   | —                    | —                    | 50                   | —                    | 17                   | 34                   | —                    | 44                   | 19                   | - US: Or - CAN: Or                                               |
| Medazzaland                                                     | - Sortie : 14 octobre 1997 - Label : EMI - Formats : CD, cassette                              | —                    | —                    | 66                   | —                    | —                    | —                    | —                    | —                    | —                    | —                    | —                    | 58                   |                                                                  |
| Pop Trash                                                       | - Sortie : 19 juin 2000 - Label : Hollywood - Formats : CD, cassette                           | 53                   | —                    | —                    | —                    | —                    | 80                   | —                    | 40                   | —                    | —                    | —                    | 135                  |                                                                  |
| Astronaut                                                       | - Sortie : 11 octobre 2004 - Label : Epic - Formats : CD, digital download, SACD, LP           | 3                    | 22                   | 9                    | —                    | 87                   | 23                   | 38                   | 2                    | 17                   | 29                   | 21                   | 17                   | - UK : Or                                                        |
| Red Carpet Massacre                                             | - Sortie : 19 novembre 2007 - Label : Epic - Formats : CD, téléchargement, LP                  | 44                   | 69                   | —                    | —                    | 145                  | 85                   | 75                   | 10                   | 73                   | —                    | 39                   | 36                   |                                                                  |
| All You Need Is Now                                             | - Sortie : 21 mars 2011 - Labels : Tapemodern / Allido - Formats : CD, téléchargement, LP      | 11                   | 79                   | 52                   | —                    | —                    | 39                   | 78                   | 10                   | 23                   | —                    | 28                   | 29                   |                                                                  |
| Paper Gods                                                      | - Sortie : 11 septembre 2015 - Label : Warner Bros. Records - Formats : CD, téléchargement, LP | 5                    | 19                   | 7                    | 28                   | —                    | 24                   | —                    | 2                    | —                    | 24                   | —                    | 10                   |                                                                  |
| Future Past                                                     | - Sortie : 22 octobre 2021 - Labels : BMG / Tape Modern - Formats : CD, téléchargement, LP     | —                    | —                    | —                    | —                    | —                    | —                    | —                    | —                    | —                    | —                    | —                    | —                    |                                                                  |
| Danse Macabre                                                   | - Sortie : 27 octobre 2023 - Labels : BMG / Tape Modern - Formats : CD, téléchargement, LP     | —                    | —                    | —                    | —                    | —                    | —                    | —                    | —                    | —                    | —                    | —                    | —                    |                                                                  |
| "—" signifie que l'album n'a pas été classé ou n'est pas sortie |                                                                                                |                      |                      |                      |                      |                      |                      |                      |                      |                      |                      |                      |                      |                                                                  |

### Compilations
| Decade                                                                  | - Sortie : novembre 1989 - Label : EMI - Formats : CD, cassette, LP     | 5   | 89 | 81 | —  | —  | —  | 84 | —  | 67  | - UK : Platine - US : Platine                |
| Night Versions                                                          | - Sortie: 31 mars 1998 - Label : EMI - Formats : CD                     | —   | —  | —  | —  | —  | —  | —  | —  | —   |                                              |
| Greatest                                                                | - Sortie : 9 novembre 1998 - Label : EMI - Formats : CD, MiniDisc       | 4   | 82 | 74 | 13 | 40 | 22 | 24 | 12 | 170 | - UK : 3 × Platine - US : Platine - CAN : Or |
| The Essential Collection                                                | - Sortie : 20 mars 2000 - Label : EMI - Formats : CD                    | —   | —  | —  | —  | —  | —  | —  | —  | —   |                                              |
| The Biggest and the Best                                                | - Sortie : 10 septembre 2012 - Label : Music Club Deluxe - Formats : CD | 123 | —  | —  | —  | —  | —  | —  | —  | —   |                                              |
| "—" signifie que la compilation n'a pas été classée ou n'est pas sortie |                                                                         |     |    |    |    |    |    |    |    |     |                                              |

### Albums live
| Arena                                                          | - Sortie : 12 novembre 1984 - Labels : Parlophone / Capitol Records - Formats : CD, cassette, LP | 6   | 8 | 10 | 8 | 1  | 1  | 5 | 3 | 4 | 4 | - UK : Platine - US : 2 × Platine |
| Live from London                                               | - Sortie : 25 octobre 2005 - Label : Epic Records - Formats : CD                                 | —   | — | —  | — | —  | —  | — | — | — | — |                                   |
| Live at Hammersmith '82!                                       | - Sortie : 21 septembre 2009 - Label : EMI - Formats : CD                                        | —   | — | —  | — | —  | —  | — | — | — | — |                                   |
| A Diamond in the Mind: Live 2011                               | - Sortie : 10 juillet 2012 - Label : Eagle Records - Formats : CD, DVD, Blu-ray                  | 186 | — | —  | — | 59 | 40 | — | — | — | — |                                   |
| "—" signifie que l'album n'a pas été classé ou n'est pas sorti |                                                                                                  |     |   |    |   |    |    |   |   |   |   |                                   |

### EP
| Nite Romantics                                                 | - Sortie : 1981 (Japon) - Label : EMI - Formats : LP                                | —  | — | —  |  |
| Night Versions                                                 | - Sortie : avril 1982 (Australie) - Label : EMI - Formats : LP                      | 19 | — | —  |  |
| Carnival                                                       | - Sortie : septembre 1982 - Label : EMI - Formats : LP, CD                          | —  | — | 98 |  |
| Tiger! Tiger!                                                  | - Sortie : 1984 (Japon) - Label : EMI - Formats : LP                                | —  | — | —  |  |
| Mixing                                                         | - Sortie : 1985 (Italie) - Label : Parlophone - Formats : LP                        | —  | 3 | —  |  |
| Strange Behavior                                               | - Sortie : 1986 (Japon) - Label : EMI - Formats : LP                                | —  | — | —  |  |
| From Mediterranea with Love                                    | - Sortie : 23 décembre 2010 - Label : Tapemodern / Allido - Format : téléchargement | —  | — | —  |  |
| RDS Showcase                                                   | - Sortie : 2011 - Format : téléchargement                                           | —  | — | —  |  |
| "—" signifie que l'album n'a pas été classé ou n'est pas sorti |                                                                                     |    |   |    |  |

### Albums de remix
| Titre             | Détails                                             | Classements |
| Titre             | Détails                                             | UK          |
| ----------------- | --------------------------------------------------- | ----------- |
| Strange Behaviour | - Sortie : 23 mars 1999 - Label : EMI - Format : LP | 70          |

### Box set
| Singles Box Set 1981–1985                      | - Sortie : 12 mai 2003 - Label : EMI - Format : CD       | 183 | 42 |
| Singles Box Set 1986–1995                      | - Sortie : 13 septembre 2004 - Label : EMI - Format : CD | —   | 19 |
| "—" signifie que le coffret n'a pas été classé |                                                          |     |    |

## Singles

### Années 1980
| Année                                         | Titre                                     | Meilleures positions | Meilleures positions | Meilleures positions | Meilleures positions | Meilleures positions | Meilleures positions | Meilleures positions | Meilleures positions | Meilleures positions | Meilleures positions | Meilleures positions | Meilleures positions | Meilleures positions | Certifications                                | Album                                   |
| Année                                         | Titre                                     | RU                   | AUS                  | FIN                  | FRA                  | ALL                  | IRE                  | ITA                  | PB                   | NZ                   | SUI                  | US                   | US Dance             | US Rock              | Certifications                                | Album                                   |
| --------------------------------------------- | ----------------------------------------- | -------------------- | -------------------- | -------------------- | -------------------- | -------------------- | -------------------- | -------------------- | -------------------- | -------------------- | -------------------- | -------------------- | -------------------- | -------------------- | --------------------------------------------- | --------------------------------------- |
| 1981                                          | Planet Earth                              | 12                   | 8                    | —                    | —                    | —                    | 14                   | —                    | —                    | —                    | —                    | —                    | 26                   | —                    |                                               | Duran Duran                             |
| 1981                                          | Careless Memories                         | 37                   | 60                   | —                    | —                    | —                    | —                    | —                    | —                    | —                    | —                    | —                    | 72                   | —                    |                                               | Duran Duran                             |
| 1981                                          | Girls on Film                             | 5                    | 11                   | —                    | —                    | —                    | 16                   | —                    | —                    | 4                    | —                    | —                    | 26                   | 19                   |                                               | Duran Duran                             |
| 1981                                          | My Own Way                                | 14                   | 10                   | 14                   | —                    | —                    | 20                   | —                    | —                    | 12                   | —                    | —                    | —                    | —                    |                                               | Rio                                     |
| 1982                                          | Hungry Like the Wolf                      | 5                    | 5                    | 4                    | —                    | —                    | 4                    | 32                   | 50                   | 4                    | —                    | 3                    | 36                   | 1                    | - CAN : Or - UK : Argent - US : Or            | Rio                                     |
| 1982                                          | The Chauffeur                             | —                    | —                    | —                    | —                    | —                    | —                    | —                    | —                    | —                    | —                    | —                    | —                    | —                    |                                               | Rio                                     |
| 1982                                          | Save a Prayer                             | 2                    | 56                   | —                    | —                    | —                    | 2                    | —                    | —                    | 35                   | —                    |                      | —                    | —                    | - UK : Argent                                 | Rio                                     |
| 1982                                          | Rio                                       | 9                    | 60                   | 14                   | —                    | —                    | 9                    | —                    | —                    | 36                   | —                    | 14                   | —                    | 5                    | - UK : Argent                                 | Rio                                     |
| 1983                                          | Is There Something I Should Know?         | 1                    | 4                    | 2                    | —                    | 28                   | 2                    | 29                   | 24                   | 5                    | 7                    | 4                    | 34                   | 3                    | - UK : Or                                     | présent sur la réédition de Duran Duran |
| 1983                                          | Union of the Snake                        | 3                    | 4                    | 1                    | —                    | 37                   | 5                    | 22                   | 17                   | 3                    | —                    | 3                    | 33                   | 2                    | - CAN : Or - UK : Argent                      | Seven and the Ragged Tiger              |
| 1984                                          | New Moon on Monday                        | 9                    | 48                   | 6                    | —                    | —                    | 5                    | —                    | 28                   | 32                   | —                    | 10                   | —                    | 4                    |                                               | Seven and the Ragged Tiger              |
| 1984                                          | The Reflex                                | 1                    | 4                    | 3                    | 6                    | 8                    | 1                    | 11                   | 1                    | 6                    | 10                   | 1                    | —                    | 35                   | - CAN : Platine - UK : Argent - US : Or       | Seven and the Ragged Tiger              |
| 1984                                          | The Wild Boys                             | 2                    | 3                    | 4                    | 10                   | 1                    | 2                    | 1                    | 3                    | 5                    | 2                    | 2                    | 27                   | 42                   | - CAN : Or - ALL : Or - UK : Argent - US : Or | Arena                                   |
| 1985                                          | Save a Prayer (uniquement aux États-Unis) | —                    | —                    | —                    | —                    | 27                   | —                    | —                    | 17                   | —                    | —                    | 16                   | —                    | —                    | —                                             | Rio                                     |
| 1985                                          | A View to a Kill                          | 2                    | 6                    | 6                    | 7                    | 9                    | 2                    | 1                    | 3                    | 13                   | 7                    | 1                    | —                    | 42                   | - CAN : Or - UK : Argent                      | Bande originale de Dangereusement vôtre |
| 1986                                          | Notorious                                 | 7                    | 17                   | 4                    | —                    | 12                   | 5                    | 1                    | 6                    | 6                    | 4                    | 2                    | 26                   | —                    |                                               | Notorious                               |
| 1987                                          | Skin Trade                                | 22                   | —                    | —                    | —                    | 35                   | 10                   | 10                   | 11                   | 36                   | —                    | 39                   | —                    | —                    |                                               | Notorious                               |
| 1987                                          | Meet El Presidente                        | 24                   | —                    | —                    | 10                   | 54                   | 13                   | 16                   | 31                   | —                    | —                    | 70                   | —                    | —                    |                                               | Notorious                               |
| 1988                                          | I Don't Want Your Love                    | 14                   | 23                   | 15                   | 10                   | 31                   | 8                    | 1                    | 11                   | 12                   | 15                   | 4                    | 1                    | 13                   |                                               | Big Thing                               |
| 1988                                          | All She Wants Is                          | 9                    | 74                   | 17                   | 3                    | 28                   | 10                   | 4                    | 44                   | 47                   | —                    | 22                   | 1                    | 24                   |                                               | Big Thing                               |
| 1989                                          | Do You Believe In Shame?                  | 30                   | —                    | 22                   | —                    | —                    | 17                   | 7                    | 41                   | —                    | —                    | 72                   | —                    | —                    |                                               | Big Thing                               |
| 1989                                          | Burning The Ground                        | 31                   | —                    | —                    | —                    | —                    | 23                   | 7                    | 75                   | —                    | —                    | —                    | 23                   | —                    |                                               | présent sur aucun album                 |
| "—" signifie que le single n'a pas été classé |                                           |                      |                      |                      |                      |                      |                      |                      |                      |                      |                      |                      |                      |                      |                                               |                                         |

### Années 1990
| Année                                         | Titre                                   | Meilleures positions | Meilleures positions | Meilleures positions | Meilleures positions | Meilleures positions | Meilleures positions | Meilleures positions | Meilleures positions | Meilleures positions | Meilleures positions | Meilleures positions | Meilleures positions | Certifications | Album                            |
| Année                                         | Titre                                   | RU                   | AUS                  | FIN                  | FRA                  | ALL                  | IRE                  | ITA                  | NL                   | NZ                   | SUI                  | US                   | US Dance             | Certifications | Album                            |
| --------------------------------------------- | --------------------------------------- | -------------------- | -------------------- | -------------------- | -------------------- | -------------------- | -------------------- | -------------------- | -------------------- | -------------------- | -------------------- | -------------------- | -------------------- | -------------- | -------------------------------- |
| 1990                                          | Violence of Summer (Love's Taking Over) | 20                   | 59                   | 15                   | —                    | 69                   | 21                   | 4                    | 43                   | —                    | 29                   | 64                   | 36                   |                | Liberty                          |
| 1990                                          | Serious                                 | 48                   | —                    | —                    | —                    | 69                   | —                    | 7                    | —                    | —                    | —                    | —                    | —                    |                | Liberty                          |
| 1993                                          | Ordinary World                          | 6                    | 18                   | 18                   | 8                    | 16                   | 3                    | 2                    | 16                   | 3                    | 11                   | 3                    | —                    | - US : Or      | Duran Duran                      |
| 1993                                          | Come Undone                             | 13                   | 19                   | —                    | 26                   | 42                   | 9                    | 6                    | —                    | 16                   | —                    | 7                    | —                    |                | Duran Duran                      |
| 1993                                          | Too Much Information                    | 35                   | 93                   | —                    | —                    | —                    | —                    | —                    | —                    | 48                   | —                    | 45                   | 17                   |                | Duran Duran                      |
| 1993                                          | Drowning Man                            | —                    | —                    | —                    | —                    | —                    | —                    | —                    | —                    | —                    | —                    | —                    | 40                   |                | Duran Duran                      |
| 1995                                          | Perfect Day                             | 28                   | —                    | —                    | —                    | —                    | —                    | —                    | —                    | —                    | —                    | 101                  | —                    |                | Thank You                        |
| 1995                                          | White Lines                             | 17                   | 20                   | —                    | —                    | —                    | —                    | 22                   | —                    | 31                   | —                    | —                    | 5                    |                | Thank You                        |
| 1995                                          | Lay Lady Lay                            | —                    | —                    | —                    | —                    | —                    | —                    | 19                   | —                    | —                    | —                    | —                    | —                    |                | Thank You                        |
| 1997                                          | Out of My Mind                          | 21                   | 91                   | —                    | —                    | —                    | —                    | 8                    | —                    | —                    | —                    | —                    | —                    |                | Bande originale du film Le Saint |
| 1997                                          | Electric Barbarella                     | —                    | —                    | —                    | 4                    | —                    | —                    | —                    | —                    | —                    | —                    | 52                   | —                    |                | Medazzaland                      |
| 1998                                          | Electric Barbarella (au Royaume-Uni)    | 23                   | —                    | —                    | —                    | —                    | —                    | —                    | —                    | —                    | —                    | —                    | —                    |                | Greatest                         |
| 1998                                          | Girls on Film (remix)                   | 23                   | —                    | —                    | —                    | —                    | —                    | —                    | —                    | —                    | —                    | —                    | 24                   |                | Greatest                         |
| "—" signifie que le single n'a pas été classé |                                         |                      |                      |                      |                      |                      |                      |                      |                      |                      |                      |                      |                      |                |                                  |

### Années 2000
| 2000                                          | Someone Else Not Me                        | 53 | —  | — | —  | —  | 26 | —  | —  | —  | — |  | Pop Trash           |
| 2004                                          | (Reach Up for The) Sunrise                 | 5  | 22 | — | 39 | 32 | 2  | 25 | 61 | 89 | 1 |  | Astronaut           |
| 2005                                          | What Happens Tomorrow                      | 11 | —  | — | 80 | 47 | 2  | —  | —  | —  | 2 |  | Astronaut           |
| 2007                                          | Falling Down (featuring Justin Timberlake) | 52 | —  | — | 79 | —  | 2  | —  | 60 | —  | — |  | Red Carpet Massacre |
| "—" signifie que le single n'a pas été classé |                                            |    |    |   |    |    |    |    |    |    |   |  |                     |

### Années 2010
| Année                                         | Titre                                                 | Meilleures positions | Meilleures positions | Album               |
| Année                                         | Titre                                                 | RU                   | ITA                  | Album               |
| --------------------------------------------- | ----------------------------------------------------- | -------------------- | -------------------- | ------------------- |
| 2010                                          | All You Need Is Now                                   | 196                  | 20                   | All You Need Is Now |
| 2011                                          | Girl Panic!                                           | —                    | —                    | All You Need Is Now |
| 2011                                          | Leave a Light On                                      | —                    | —                    | All You Need Is Now |
| 2015                                          | Pressure Off (featuring Janelle Monáe & Nile Rodgers) | —                    | —                    | Paper Gods          |
| "—" signifie que le single n'a pas été classé |                                                       |                      |                      |                     |

## Vidéographie
| Année | Titre                            | Note(s) |
| ----- | -------------------------------- | --- |
| 1983  | Duran Duran                      | compilation |
| 1984  | Duran Duran Video 45             | EP vidéo avec Girls on Film et Hungry Like the Wolf |
| 1984  | Dancing on the Valentine         | compilation |
| 1984  | As the Lights Go Down            | Concerts enregistrés à Oakland. Initialement diffusé sur Cinemax et MTV, ensuite commercialisé en 2010 avec la réédition de Seven and the Ragged Tiger.                                                                                                   |
| 1984  | Sing Blue Silver                 | Documentaire. Réédité en DVD en 2004. |
| 1984  | Arena (An Absurd Notion)         | Film de concert réalisé par Russell Mulcahy. Réédité en DVD en 2004. |
| 1984  | The Making of Arena              | Documentaire. Réédité en DVD en 2004. |
| 1987  | Three to Get Ready               | Documentaire en noir et blanc * Version courte : 29 minutes * Version longue collector : 75 minutes |
| 1988  | Working for the Skin Trade       | Film de concert |
| 1988  | 6ix by 3hree                     | Compilation |
| 1989  | Decade                           | Compilation. La version britannique de 1995 contient en plus les clips de Violence of Summer, Serious, Ordinary World et Come Undone. |
| 1993  | Extraordinary World              | Compilation de clips et documentaires |
| 1998  | Greatest                         | Compilation vidéo, rééditée en DVD en 2004. |
| 2005  | Live from London                 | Concert at Wembley Arena |
| 2008  | Rio                              | Documentaire sur la création de l'album Rio. |
| 2010  | Live at Hammersmith '82!         | Concert qui s'est déroulé le 16 novembre 1982 au HMV Hammersmith Apollo à Londres, durant la tournée pour l'album Rio. Sorti en coffret CD/DVD, le DVD contient également des bonus comme le clip promotionnel de My Own Way jusqu'à alors inédit en DVD. |
| 2012  | A Diamond in the Mind: Live 2011 | Enregistrement d'un concert de 2011 à la Manchester Evening News Arena pour la tournée de l'album All You Need Is Now. On y retrouve également des bonus comme deux morceaux additionnels ainsi qu'un documentaire avec les membres du groupe.            |